# 池田重子
池田 重子（いけだ しげこ、1925年（大正14年）12月21日 - 2015年（平成27年）10月13日）は、神奈川県出身のアンティーク着物収集家。明治以降の和装品コレクションで知られる。着物ブランド「夢工房」「池田重子きものコレクション」等のデザインを手がけ、「日本のおしゃれ展」や「時代布と時代衣裳池田」を主宰した。

## 経歴
横浜市生まれ。1942年（昭和17年）神奈川県立第一高等女学校卒業。1947年（昭和22年）文化服装学院卒業。1973年（昭和48年）新宿京王百貨店にて「時代布屏風展」開催。1976年（昭和51年）東京目黒で「時代布と時代衣裳　池田」開店。1978年（昭和53年）から着物のデザインを発表し始める。1993年（平成5年）「日本のおしゃれ展」を開催。
2015年（平成27年）10月13日 - 肺炎のため死去。89歳没。
池田重子の和装コーディネートは格と時代を備えつつ、江戸の粋を加えた横浜スタイルと評される。

## 著作物

### 著書
- 2005年（平成17年） - 『日本のおしゃれ 帯留』 アシェット婦人画報 ISBN 4573043187
- 2006年（平成18年） - 『日本のおしゃれ 袋物』 アシェット婦人画報 ISBN 4573043195
- 2006年（平成18年） - 『美の世界（婦人画報BOOKS）』 アシェット婦人画報 ISBN 4573043179
- 2007年（平成19年） - 『髪飾り-日本のおしゃれ 池田重子コレクション』 アシェット婦人画報 ISBN 4573043209
- 2008年（平成20年） - 『池田重子流きものコーディネート 冬のおしゃれ』 実業之日本社 ISBN 440845186X
- 2008年（平成20年） - 『池田重子流きものコーディネート 春のおしゃれ』 実業之日本社 ISBN 4408451878
- 2009年（平成21年） - 『池田重子流きものコーディネート 夏のおしゃれ』 実業之日本社 ISBN 4408452114
- 2009年（平成21年） - 『池田重子流きものコーディネート 秋のおしゃれ』 実業之日本社 ISBN 4408452211
- 2009年（平成21年） - 『池田重子コレクション 半衿のおしゃれ』 アシェット婦人画報 ISBN 4408452505

## 関連人物
- 山田百里恵 - デザイナー。池田の影響で着物ドレスブランド「MORIE TOKYO・MORIE Bridal」を手掛ける。
- 石田節子 - 着付師、着物スタイリスト。時代布池田出身。